# Animath
Animath es una asociación matemática cuyo objetivo es promover el interés y la práctica de las matemáticas entre los jóvenes. Organiza actividades de familiarización con el proceso de investigación y la cultura matemática, y fomenta el desarrollo de todas las actividades matemáticas.
Es la organizadora de la Olimpiada Matemática en Francia.